# Закон о вероломных нападках
«Закон о вероломных нападках» 1934 года (нем. Heimtückegesetz) — неформальное название закона, вступившего в силу в Третьем рейхе 20 декабря 1934 года. Официально назывался «Закон против вероломных нападок на государство и партию и о защите партийной униформы» (нем. Gesetz gegen heimtückische Angriffe auf Staat und Partei und zum Schutz der Parteiuniformen).
Закон устанавливал наказания за злоупотребление значками и униформой нацистской партии, ограничивал право на свободу слова и криминализировал все высказывания, предположительно наносящие серьёзный ущерб благополучию Третьего рейха, престижу нацистского правительства или нацистской партии.
Закон опирался на почти идентичные положения «Постановления рейхспрезидента по защите от вероломных нападок на правительство национального восстания», принятого 21 марта 1933 года, и расширил круг наказаний.